# Kapitulní vikář
Kapitulní vikář byl podle Kodexu kanonického práva z roku 1917 kněz, který po dobu uprázdnění úřadu diecézního biskupa řídil diecézi jménem katedrální kapituly. Volili jej kanovníci katedrální kapituly. Během komunistického režimu zůstávali kapitulní vikáři (většinou určení státní mocí) ve své funkci často řadu let, neboť řadě diecézních biskupů bylo znemožněno vykonávat úřad (byl jim odepřen státní souhlas k výkonu biskupského úřadu) a po úmrtí biskupa nebylo možné uprázdněný úřad obsadit (prvním takovým kapitulním vikářem v Československu byl Ján Dechet, kolaborující s komunistickým režimem).
V Kodexu kanonického práva z roku 1983 byl kapitulní vikář nahrazen administrátorem diecéze.

## Kapitulní vikářipražské arcidiecéze
- Mořic Pícha (1931)
- Bohumil Opatrný (1941–1946)
- Antonín Stehlík (od 8. března 1951 do 18. února 1965)

## Kapitulní vikářilitoměřické diecéze
- Msgre. ThDr. h. c. PhMr. Eduard Oliva (od 1. května 1952 do 1. září 1968)
- Josef Hendrich (od 10. dubna 1974 do 27. srpna 1989)

## Kapitulní vikářikrálovéhradecké diecéze
- Václav Javůrek (od 16. listopadu 1956 do 1. srpna 1969)
- Karel Jonáš (od 28. srpna 1969 do 21. prosince 1989)

## Kapitulní vikářičeskobudějovické diecéze
- Karel Boček (1944)
- Jan Cais (1940–1944, 1945–1947)
- Josef Buchta (od 31. března 1952 do 6. června 1953)
- Antonín Titman (od 9. června 1953 do 9. června 1968)
- Miloslav Trdla (od 7. července 1972 do 9. ledna 1974)
- Josef Kavale (od 9. ledna 1974 do 31. března 1990)

## Kapitulní vikářiolomoucké arcidiecéze
- Stanislav Zela (1947–1948)
- Josef Glogar (od 29. března 1952 do 11. října 1969)
- Josef Vrana (od 17. října 1969 do 4. března 1973)

## Kapitulní vikářibrněnské diecéze
- Josef Kratochvíl (v letech 1941 až 1946 a od 20. května 1953 do 6. května 1968)
- Ludvík Horký (od 29. února 1972 do 31. března 1990)

## Kapitulní vikářinitranské diecéze
- Ján Pásztor (od roku 1968 do 3. března 1973)

## Kapitulní vikářibanskobystrické diecéze
- František X. Valíček (1813–1819)
- Tomáš Červeň (1869–1872)
- Ladislav Višňovský (1904)
- Jozef Gurtler (od roku 1919)
- Ján Kohút (do roku 1921)

Daniel Briedoň (volba nebyla státem uznána; 1950)
- Ján Dechet (od 13. února 1950, kdy byl jmenován státem, do března 1968; v lednu 1951 byl do funkce zvolen)
- František Haspra (od června 1968 do 3. března 1973)

## Kapitulní vikářirožňavské diecéze
- Ladislav Esterházy (1811–1815)
- Zoltán Belák (od roku 1972 do 18. dubna 1988)

## Kapitulní vikářispišské diecéze
- Andrej Scheffer (od září 1950 do roku 1968)
- Jozef Ligoš (od roku 1968 do 19. září 1973)
- Štefan Garaj (od roku 1973 do 26. července 1989)

## Kapitulní vikářikošické diecéze
- Štefan Onderko (od 15. března 1962 do 18. února 1990)

## Kapitulní vikářikatovické diecéze
- Filip Bednorz (1952–1954)
- Jan Piskorz (1954–1956)

## Kapitulní vikáři gorzowské diecéze
- Tadeusz Załuczkowski (1951–1952)
- Zygmunt Szelążek (1952–1956)
- Józef Michalski (1958)

## Kapitulní vikáři ostřihomské arcidiecéze
- Zoltán Lajos Meszlényi